# South Walsham
South Walsham – wieś w Anglii, w hrabstwie Norfolk, w dystrykcie Broadland. Leży 14 km na wschód od Norwich i 170 km na północny wschód od Londynu. Miejscowość liczy 738 mieszkańców.